# Засуха, Мария Яковлевна
Мария Яковлевна Засуха (5 мая 1939, село Пологи Васильковского района Киевской области) — советская государственная деятельница, новатор сельскохозяйственного производства, оператор машинного доения опытного хозяйства «Терезино» Белоцерковского района Киевской области. Кандидат в члены ЦК КПСС в 1981—1986 годах.

## Биография
Родилась в крестьянской семье. В 1954 году окончила 7 классов средней школы села Пологи Гребенковского района Киевской области.
В 1955—1965 годах — доярка колхоза «Знамя Ленина» села Пологи Гребенковского района Киевской области.
В 1965—1973 годах — доярка, в 1973—1974 годах — бригадир молочной фермы опытной станции животноводства «Терезино» Белоцерковского района Киевской области.
В 1971 году ей присвоена квалификация мастера машинного доения I класса. Работала по новой технологии на доильном оборудовании «Тандем», где обслуживала 110 коров.
Член КПСС с 1972 года.
В 1973 году окончила заочную среднюю школу.
В феврале 1974—1987 года — оператор машинного доения опытного хозяйства «Терезино» Белоцерковского района Киевской области.
В 1986 году без отрыва от производства закончила Белоцерковский сельскохозяйственный институт Киевской области.
В 1987—1990 годах — бригадир животноводческого комплекса учебного хозяйства Белоцерковского сельскохозяйственного института.
С 1990 года — оператор машинного доения опытного хозяйства «Терезино» Белоцерковского района Киевской области.
Потом — на пенсии в селе Пилипча Белоцерковского района Киевской области.

## Награды и звания
- орден Ленина (1981)
- орден Трудового Красного Знамени (1976)
- четыре серебряные медали ВДНХ (1958, 1975, 1978, 1979)
- бронзовая медаль ВДНХ (1977)
- медали
- Государственная премия СССР (1977)
- Почетный гражданин Белоцерковского района Киевской области (5.05.1999)